# Prîimivșciîna, Orjîțea
Prîimivșciîna (în ucraineană Приймівщина) este un sat în comuna Voronînți din raionul Orjîțea, regiunea Poltava, Ucraina.

## Demografie
Componența lingvistică a localității Prîimivșciîna
     Ucraineană (98,29%)
     Rusă (1,14%)
     Alte limbi (0,57%)
Conform recensământului din 2001, majoritatea populației localității Prîimivșciîna era vorbitoare de ucraineană (98,29%), existând în minoritate și vorbitori de rusă (1,14%).